# Боровський Федір Артемович
Федір Арте́мович Боро́вський (1746—1805) — російський військовий діяч, генерал-майор.

## Військова діяльність
Народився в 1746 році. На службі з 1758. Служив в армійській кавалерії. Бойовий генерал, сподвижник О. В. Суворова, М. І. Кутузова і М. В. Репніна. В кінці 1760-х — ад'ютант в полку жовтих гусар. В 1768 брав участь в роботі Комиссии о сочинении проекта Нового Уложения в якості представника дворянства Новоросійської губернії. З 1796 командир Гусарського свого імені полку, який стояв під Могильовом. Учасник польської кампанії 1792—1794. В 1797 за помилковим доносом притягнутий до суду, внаслідок чого подав у відставку. В березні 1798 арештований, але 1 жовтня того ж року виправданий за вироком особливої комісії. Будучи у відставці, по іменному указу Павла I отримав дозвіл носить мундир.

## Землевласник
В 1767 році отримав від Катерини ІІ рангову землю 156 десятин на 6  дворів, а також під слободу 1092 десятини на 42 двори. Був першим землевласником села Талова Балка. Там почав спорудження Свято-Преображенської церкви, але не дожив до кінця будівництва. Був похований у склепі, що знаходився під храмом. В 90-ті роки склеп був зруйнований і пограбований. Мощі Боровського не збереглися.

### Звання
- На службі з 1758
- Прем'єр-майор з 1771
- підполковник з 1781
- полковник з 1788
- бригадир з 1793
- генерал-майор з 1795
- З 1796 шеф полку
- З березня 1798 у відставці

## Нагороди
- Орден св. Володимира 3-го ст.
- Орден св. Георгія 4-го ст.